# Devante Cole
Devante Cole (Alderley Edge, 1995. május 10. –) angol korosztályos válogatott labdarúgó, a Burton Albion csatára. Apja a Manchester United egykori válogatott játékosa, Andy Cole.

## Pályafutása

### Manchester City
Devante Cole 2003 áprilisában, hétévesen csatlakozott a Manchester City akadémiájához. Korábban a városi rivális Manchester Unitednél is megfordult. Augusztusban a csapat dél-afrikai túráján ő is részt vett, a SuperSport United ellen pályára is lépett.
A 2013-14-es szezonban hat gólt lőtt az UEFA Youth League-ben negyeddöntős utánpótláscsapatban, majd 2014 augusztusában majdnem a skót Motherwellhez került kölcsönbe.

### Barnsley
Augusztus 19-én végül a Barnsleyhoz került fél évre, és még aznap bemutatkozott új csapatában a Coventry City ellen. Első gólját a következő fordulóban, a Gillinghamnek lőtte.

### Milton Keynes Dons
2015 januárjában a Milton Keynes Dons csapatában folytatta pályafutását, szintén kölcsönben.

### Bradford City
Ugyan több klub is érdeklődött iránta, többek között a West Ham United és a Birmingham City, végül augusztus 28-án a Bradford City-hez írt alá két évre, úgy, hogy a Manchester City egy 30%-os visszavásárlási opciót fenntartott. Phil Parkinson menedzser dicsérte Cole játékát aki eredményes kettőst alkotott James Hansonnal.

### Fleetwood Town
2016 január 22-én aláírt a Fleetwood Townhoz.

### Válogatott
Cole az angol U17-es, U18-as és U19-es válogatottakban lépett pályára.

## Statisztika
Frissítve: 2016. október 15.
| Klub                            | Szezon         | Bajnokság      | Bajnokság     | Bajnokság | FA-kupa       | FA-kupa | Ligakupa      | Ligakupa | Egyéb         | Egyéb | Összesen      | Összesen |
| Klub                            | Szezon         | Bajnokság      | Pályára lépés | Gólok     | Pályára lépés | Gólok   | Pályára lépés | Gólok    | Pályára lépés | Gólok | Pályára lépés | Gólok    |
| ------------------------------- | -------------- | -------------- | ------------- | --------- | ------------- | ------- | ------------- | -------- | ------------- | ----- | ------------- | -------- |
| Manchester City                 | 2014–15        | Premier League | 0             | 0         | 0             | 0       | 0             | 0        | 0             | 0     | 0             | 0        |
| Barnsley (kölcsönben)           | 2014–15        | League One     | 19            | 5         | 2             | 1       | 0             | 0        | 2             | 1     | 23            | 7        |
| Milton Keynes Dons (kölcsönben) | 2014–15        | League One     | 14            | 3         | 0             | 0       | 0             | 0        | 0             | 0     | 14            | 3        |
| Bradford City                   | 2015–16        | League One     | 19            | 5         | 4             | 1       | 0             | 0        | 1             | 0     | 24            | 6        |
| Fleetwood Town                  | 2015–16        | League One     | 14            | 2         | 0             | 0       | 0             | 0        | 0             | 0     | 14            | 2        |
| Fleetwood Town                  | 2016–17        | League One     | 11            | 0         | 0             | 0       | 1             | 0        | 2             | 1     | 14            | 1        |
| Fleetwood Town                  | Összesen       | 25             | 2             | 0         | 0             | 1       | 0             | 2        | 1             | 28    | 3             |          |
| Karrier összes                  | Karrier összes | Karrier összes | 76            | 15        | 6             | 2       | 1             | 0        | 5             | 2     | 88            | 19       |